# روبيرت بروك
كان روبرت تشونر بروك (3 أغسطس 1887 – 23 أبريل 1915) شاعرًا إنجليزيًا معروفًا بأشعاره الغنائية (السونيتات)عن الحرب ذات الطابع المثالي، التي كتبها خلال الحرب العالمية الأولى، خصوصًا «الجندي». كان مشهورًا أيضًا بوسامته الصبيانية، التي قيل أنها دفعت الشاعر الإيرلندي دبليو. بي. ييتس على وصفه بأنه «أوسم شاب في إنجلترا».

## حياته وسيرته المهنية
شكّل بروك صداقات من بين كتّاب مجموعة بلومزبري، أُعجب بعضهم بموهبته بينما كان آخرون معجبين بوسامته أكثر. انضم أيضًا إلى مجموعة أدبية أخرى معروفة باسم الشعراء الجورجيون وكان واحدًا من أهم شعراء ديموك، المرتبطين بقرية ديموك في منطقة غلوسترشير حيث أمضى بعض الوقت قبل الحرب. ضمت هذه المجموعة روبرت فروست وإدوارد توماس. عاش أيضًا في فيكاراغ القديمة، في غرنتشستر، التي حفزته على كتابة واحدة من قصائده المشهورة - سُميت على اسم المنزل الذي سكنه، مدفوعًا بحنينه إلى الوطن في برلين عام 1912.
عانى بروك من أزمة عاطفية حادة عام 1912، ناجمة عن ارتباكه الجنسي (كان مزدوج التوجه الجنسي) وغيرته، مما أدى إلى انهيار علاقته الطويلة مع كا كوكس (كاثرين ليرد كوكس). جعله ارتيابه يعتقد بأن ليتون ستراتشي قد خطط ليدمر علاقته مع كوكس عن طريق تشجيعها لرؤية هنري لامب، الأمر الذي ساهم بانقطاعه عن أصدقائه من مجموعة بلومزبري ولعب دورًا في انهياره العصبي وقيامه برحلات إعادة تأهيل لاحقة إلى ألمانيا.
كجزء من عملية شفائه، جال بروك في الولايات المتحدة وكندا لكتابة يوميات ترحال لصحيفة ويستمنستر. أطال طريق عودته، مُبحرًا عبر المحيط الهادي، ومكث بضعة أشهر في البحر الجنوبي. كُشف بعدها بوقت طويل أنه لربما أنجب طفلة مع امرأة تاهيتية اسمها تاتاماتا، التي يبدو أنه حظي معها بعلاقته العاطفية الأكثر اكتمالًا. وقع العديد من الأشخاص في حبه أيضًا. كان بروك في علاقة عاطفية مع الفنان فيليس غاردنر والممثلة كاتلين نيزبت، وخطب في أحد المرات نويل أوليفير، التي التقى معها، حين كانت في سن 15، في مدرسة بيدايلز التقدمية.
جُند بروك في الجيش عند نشوب الحرب في أغسطس عام 1914. جذب انتباه العامة كشاعر حرب في مطلع العام التالي، حين نشر ملحق ذا تايمز الأدبي قصيدتين («الرابعة: الميت» و«الخامسة: الجندي») في 11 مارس؛ قُرأت الأخيرة فيما بعد من منبر كاتدرائية القديس بولس في أحد الفصح (4 أبريل). نُشرت أشهر مجموعة شعرية لبروك، تحوي كل القصائد الخمسة، 1914 وقصائد أخرى، أول مرة في مايو عام 1915 و، كدليل على شعبيته، وصلت إلى إحدى عشرة طبعة أخرى تلك السنة وبحلول يونيو عام 1918 وصلت إلى طبعتها الرابعة والعشرون؛ عملية الطباعة هذه تأججت بلا شك عبر حالة الاهتمام الحاصلة بعد وفاته.
اكتسب إنجاز بروك الشعري العديد من المحبين والأتباع، و أخذه إدوارد مارش بعين الاعتبار كثيرًا، وجذب اهتمام ونستون تشرشل إليه، ثم اهتمام لورد الأميرالية الأول. عُيّن بروك في قوات احتياط البحرية الملكية الطوعية كملازم أول مؤقت بعد عيد ميلاده السابع والعشرين بوقت قصير وشارك في بعثة أنتويرب التابعة لفرقة البحرية الملكية في أكتوبر عام 1914.

## وفاته
أبحر بروك مع حملة البحر المتوسط العسكرية البريطانية في 28 فبراير 1915 لكنه أُصيب بإنتان جراء عضة بعوضة ملوثة. توفي في الساعة 4:46 مساءً في 23 أبريل 1915، في سفينة مستشفى  دوغواي تروين الفرنسية، دُفن في خليج الجزيرة اليونانية سكيروس في بحر إيجه، وهو في طريقه إلى غاليبولي. بتلقي البعثة لأوامر بالمغادرة على الفور، دُفن بروك في الساعة 11 مساءً في بستان زيتون في سكيروس. اختير الموقع من قِبل صديقه المقرب، ويليام دنيس براون، الذي كتب عن وفاة بروك:
جلست مع بروك. أصبح في الساعة الرابعة أوهن، وفي الساعة 4:46 توفي، مع لمعان الشمس في جميع أرجاء مقصورته، ومع هبوب نسيم البحر العليل عبر الباب والنوافذ المظللة. لا يمكن أن يكون أحد قد تمنى نهاية أكثر طمأنينة وهدوءًا من تلك التي في هذا الخليج اللطيف، المحصن بالجبال والمعطر بالميرمية والزعتر. 

## روابط خارجية
- روبيرت بروك على موقع الموسوعة البريطانية (الإنجليزية)
- روبيرت بروك على موقع ميوزك برينز (الإنجليزية)
- روبيرت بروك على موقع إن إن دي بي (الإنجليزية)
- روبيرت بروك على موقع ديسكوغز (الإنجليزية)